# KGM Korando
KGM Korando — повнопривідний позашляховик корейської компанії KG Mobility. Назва Korando є скороченням фрази «Korea Can Do».

## Перше покоління (1983—1996)
Виробництво позашляховиків під ім'ям Korando почалось у 1983 році компанією Geohwa. У 1985 році компанію Geohwa викупила компанія Dong-A Motor, попередник SsangYong. У 1986 році, коли SsangYong Group викупила Dong-A Motor, її назва була змінена на SsangYong Motor Company і автомобілі почали експортувати до Японії, а в 1988 році в Європу. SsangYong Korando першого покоління був ліцензійною копією Jeep CJ-7. На ринку була доступна оригінальна подовжена 9-місна версія яка називалась K9 Korando. Виробництво першого покоління припинилося в 1996 році.
Після запровадження цієї моделі компанія зробила ліцензійну версію оригінальної Isuzu Trooper і продала її під ім'ям Korando Family, але цей автомобіль був тільки на ринку Південної Кореї, в країнах Південно-Східної Азії і в меншій мірі, Південної Америки. Раніні моделі комплектувались 2,2 л дизельним двигуном від Trooper, пізніші версії оснащались 2,3 л турбодизельним двигуном компанії Mercedes-Benz.

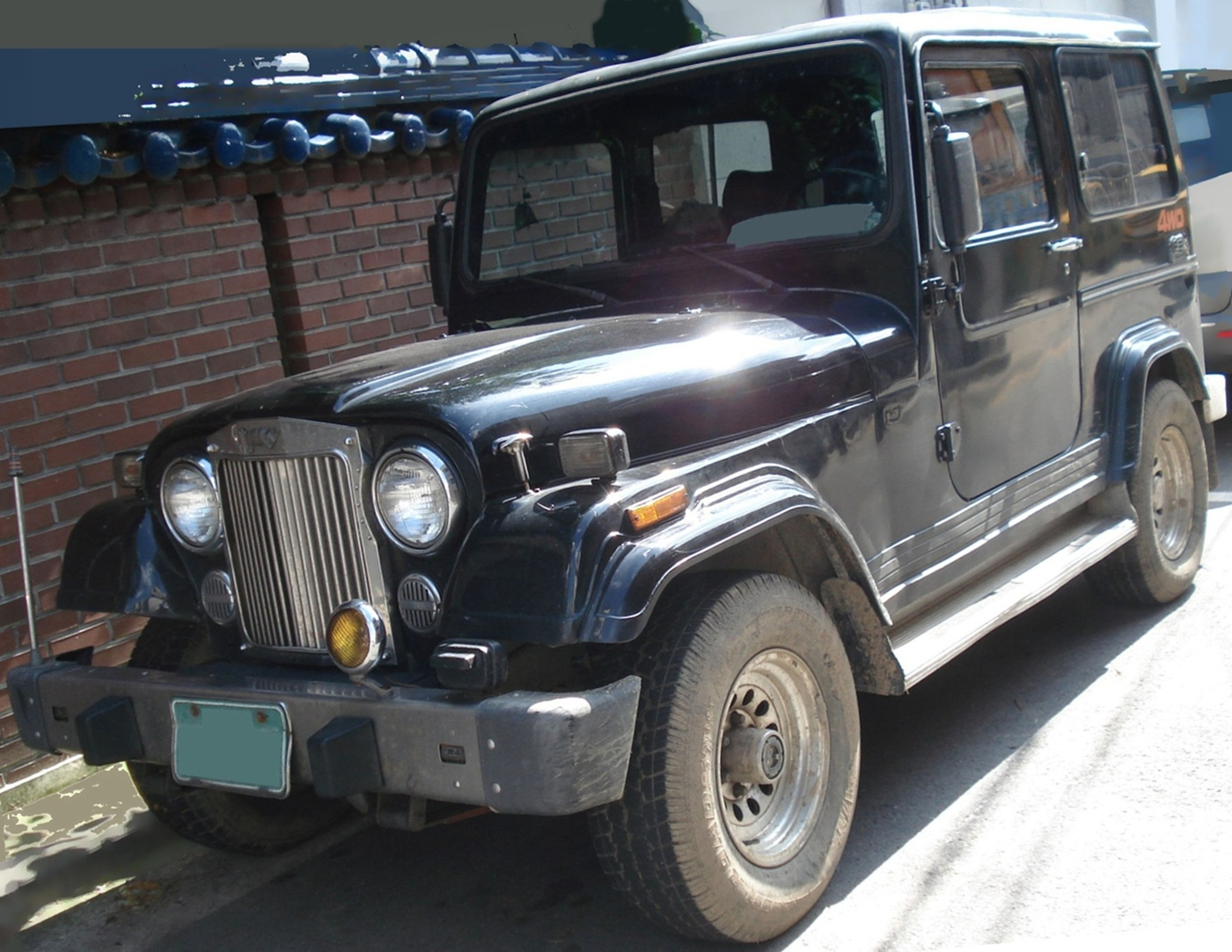
SsangYong Korando I 3дв. (1983-1996)
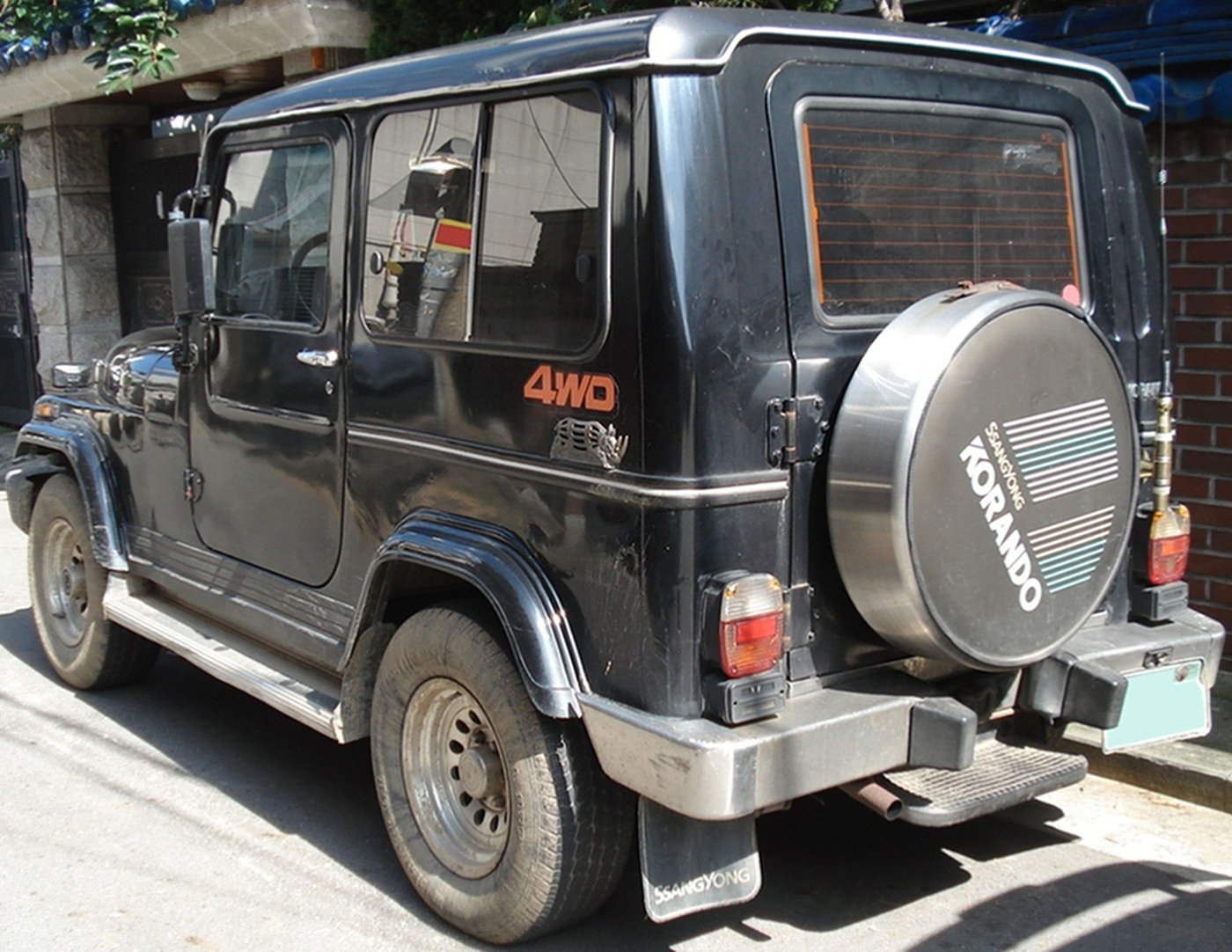
SsangYong Korando I 3дв. (1983-1996)
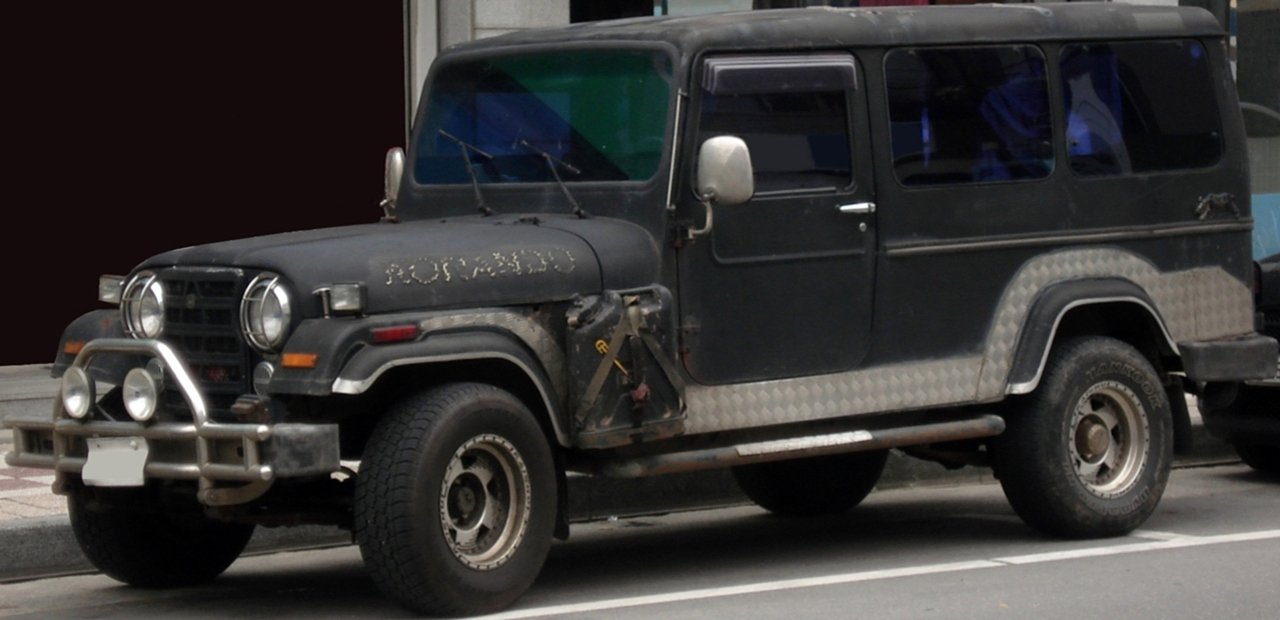
SsangYong Korando I 5дв.
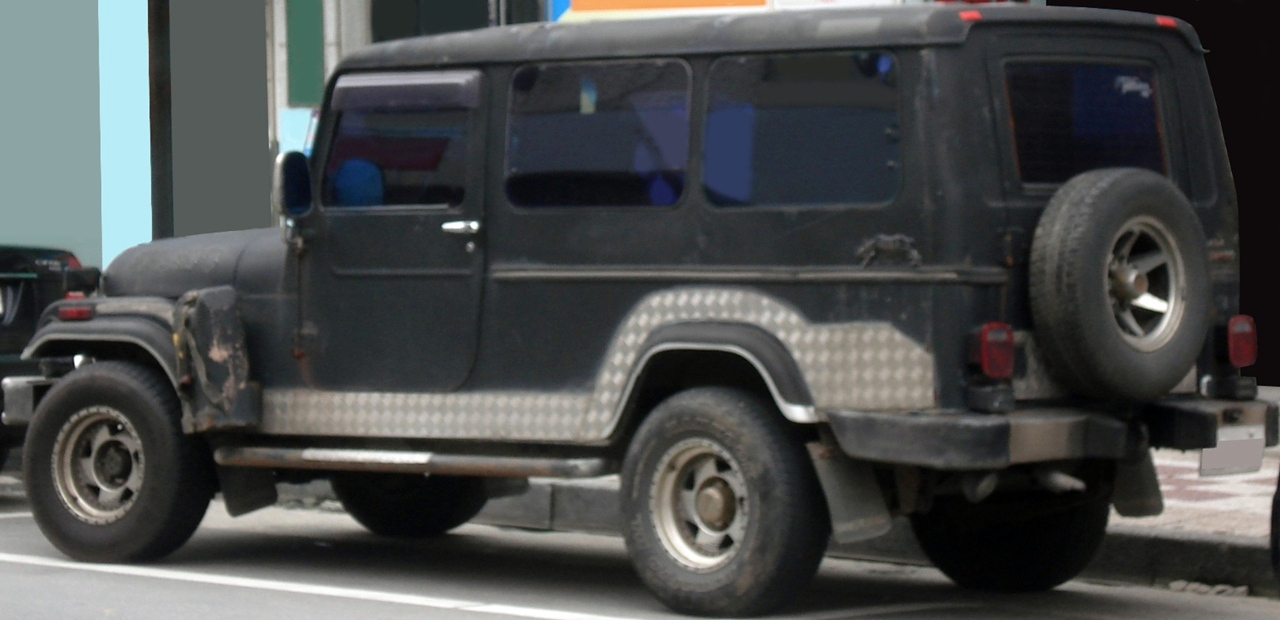
SsangYong Korando I 5дв.
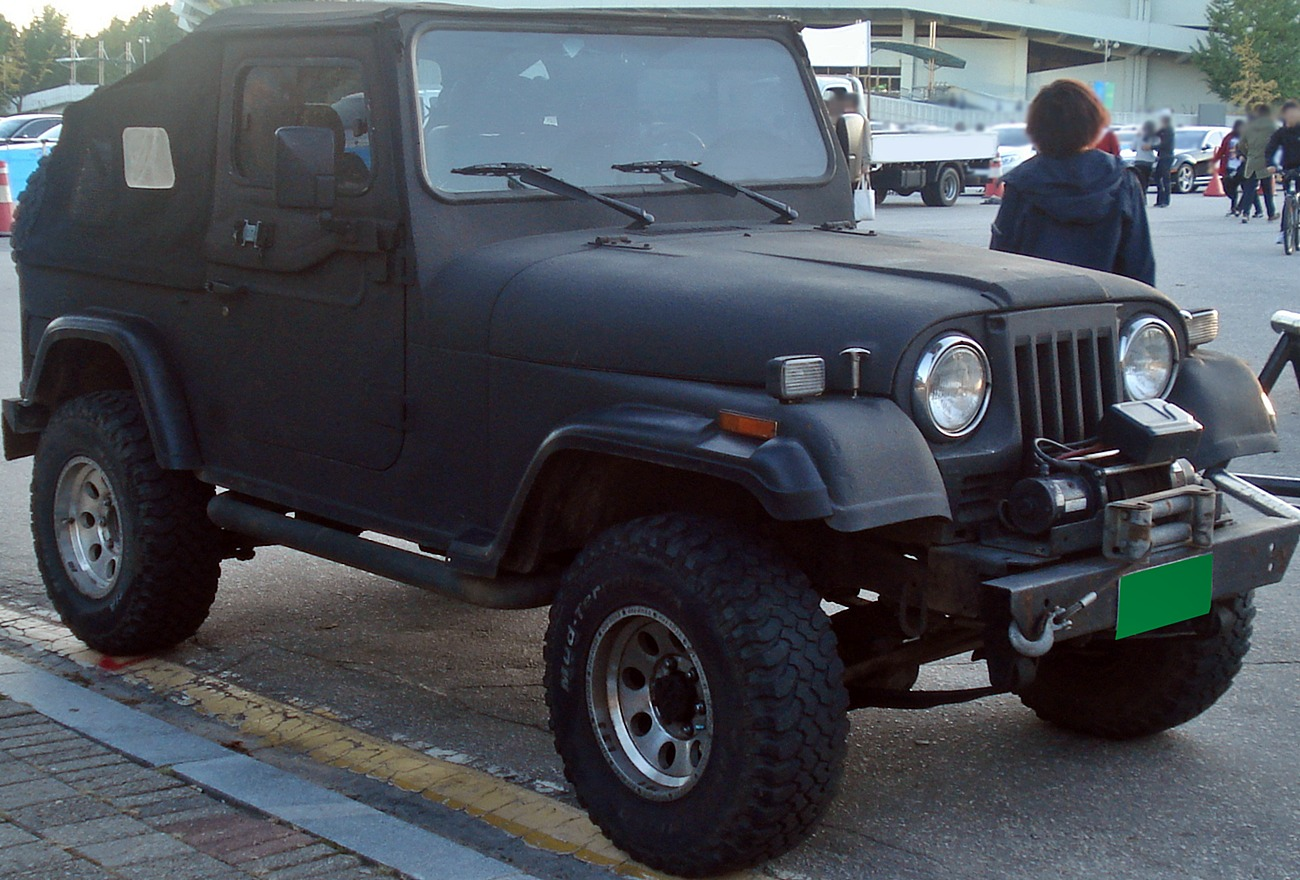
SsangYong Korando I з тентовим дахом
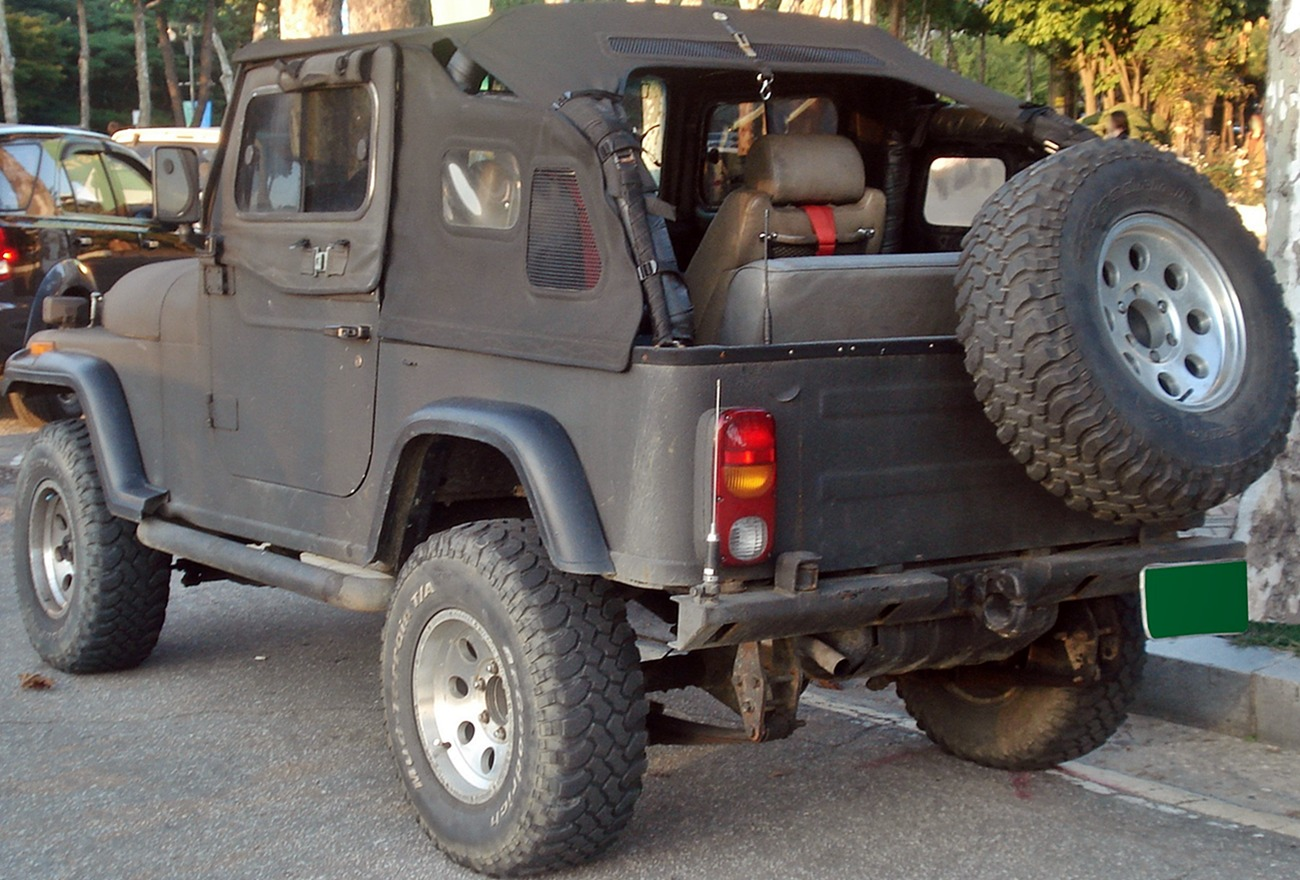
SsangYong Korando I з тентовим дахом

## Друге покоління (1997—2006)
Автомобіль другого покоління пропонувався з двома бензиновими (2.3л і 3.2л) і двома дизельними двигунами (2.3л і 2.9л), створеними за ліцензією Mercedes-Benz. Автомобілі з дизельними двигунами випускалися як з турбіною, так і без неї.
У січні 2008 року Таганрозький автомобільний завод почав виробництво TagAZ Tager, який є повним аналогом SsangYong Korando.
Із 2009 року виходить оригінальна модель TagAZ Tager 5D з п'ятидверним кузовом.

### Опис моделі
У 1997 почався випуск оновленої версії, що має 2 варіанти виконання — універсал та кабріолет.
Пропонувалося два дизельних і три бензинових моделі. Максимальна комплектація оснащувалася 6 циліндровим 3,2 літровим бензиновим двигуном потужністю 212 к.с. і автоматичною коробкою передач. Решта модифікації пропонувалися з 5-ступінчастими ручними або 4-ступінчастими автоматичними коробками передач. Korando мав підключається повний привід (part-time) і знижує передачу, що включаються за допомогою електроніки. Винятком була тільки максимальна комплектація E32, оснащена постійним повним приводом і зниженою передачею. Крім того, автомобіль оснащувався ABS і заднім диференціалом підвищеного тертя, що вкупі з жорстко підключається або постійним повним приводом давало хороші можливості для подолання бездоріжжя. Існувала також версія з залежною передньою підвіскою.
У базовій комплектації були 2 подушки безпеки і кондиціонер. Автомобіль 5-місний, а при їзді вчотирьох у задніх пасажирів є навіть підлокітники. Максимальне завантаження 600 кг, максимальна маса причепа на буксирі — 3,5 т для всіх двигунів.
У 2000 році корейська компанія Daewoo Motor Company випускала Korando і Musso під своїм брендом, змінивши фари і решітку радіатора і залишивши без змін інші технічні характеристики автомобілів.

### Двигуни
- 2,3 л., Бензин, 4 циліндри, 140—143 к.с. (MB M161 (M111))
- 3,2 л., Бензин, 6 циліндрів, 210—212 к.с. (MB M162 (M104))
- 2,3 л., Дизель, 4 циліндри, турбо, 101 к.с. (MB OM661 (OM601))
- 2,9 л., Дизель, 5 циліндрів, 95-98 к.с. (MB OM662 (OM602))
- 2,9 л., Дизель, 5 циліндрів, турбо, 120 к.с. (MB OM662 (OM602))

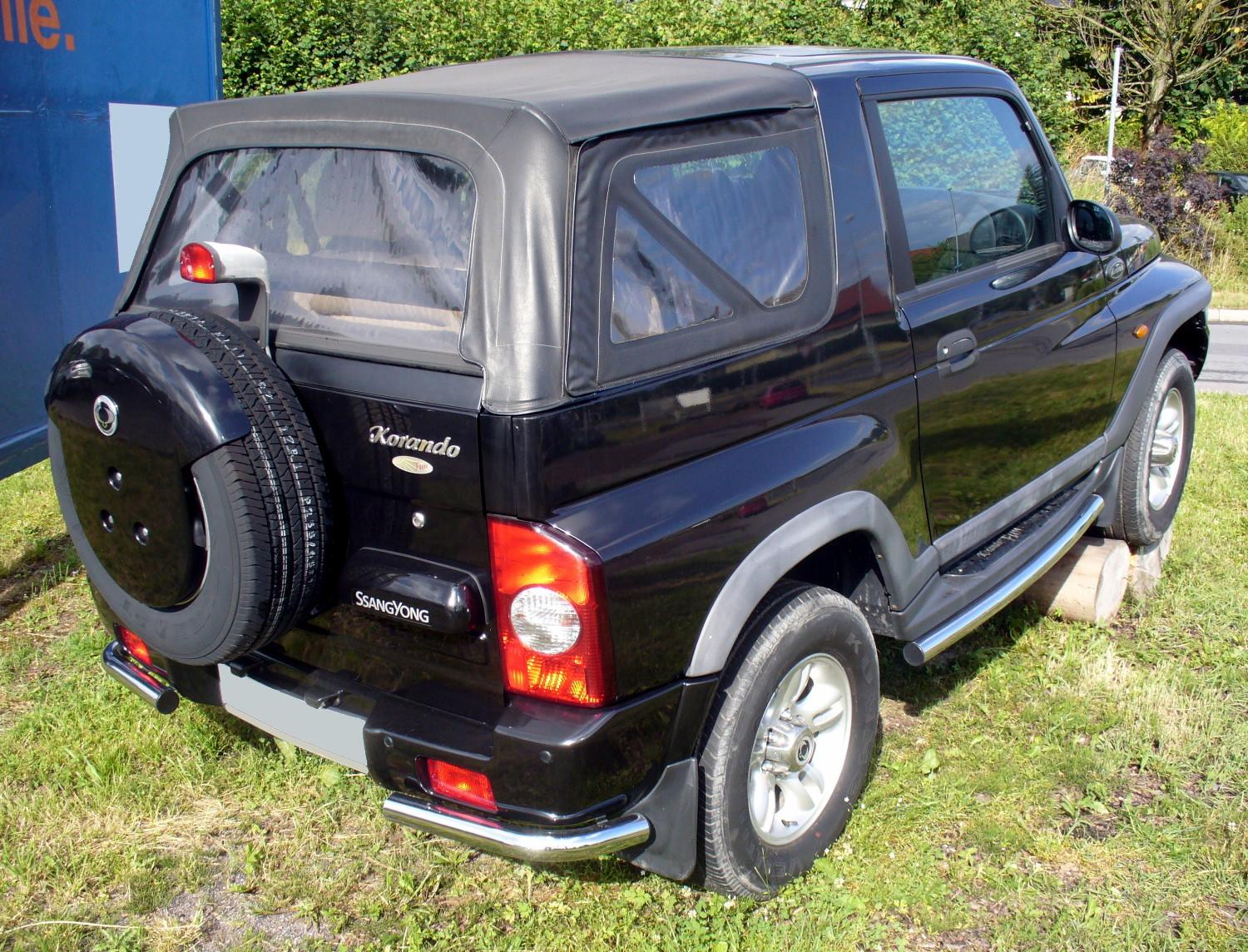
Korando ІІ кабріолет (1997-2006)
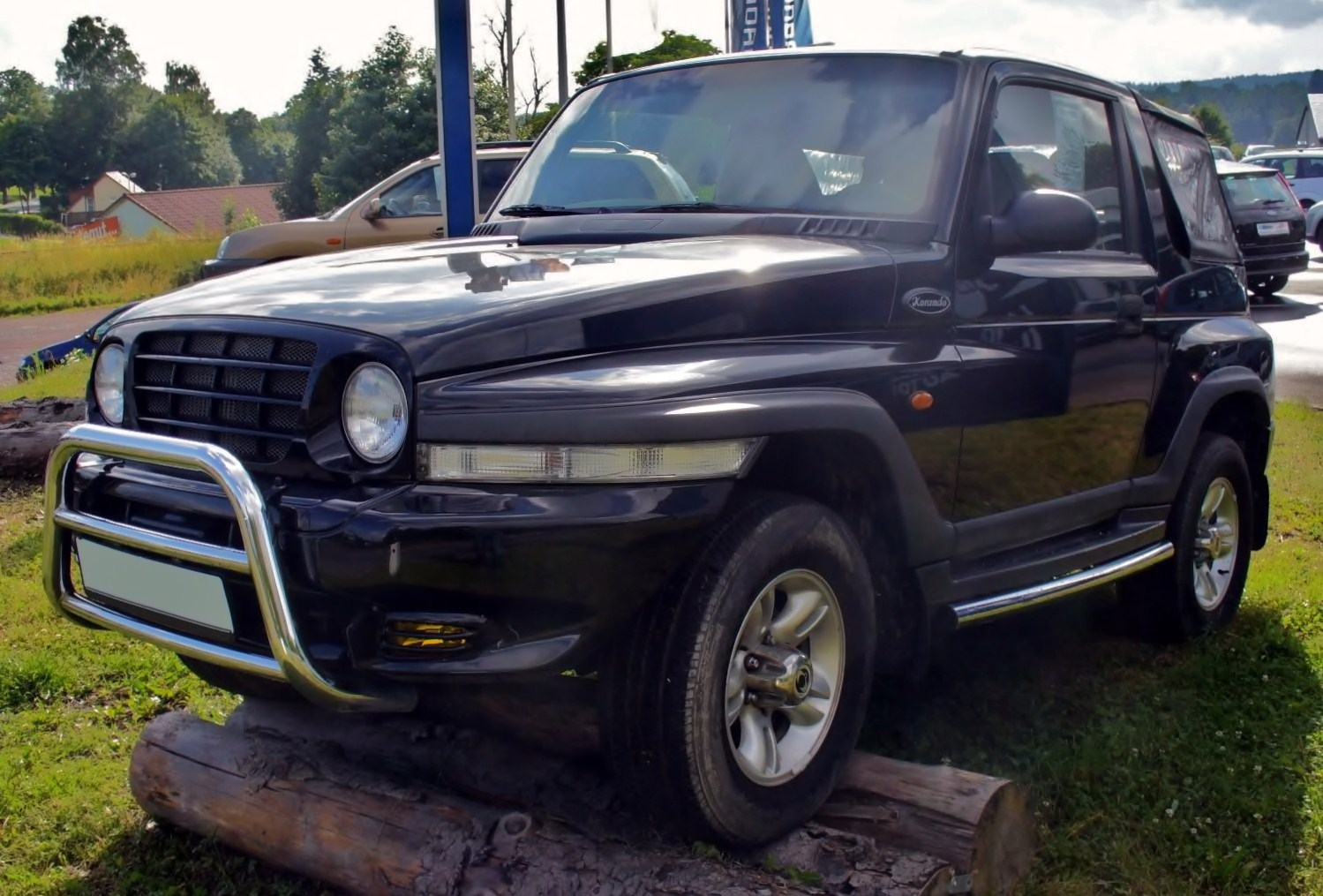
Korando ІІ кабріолет (1997-2006)
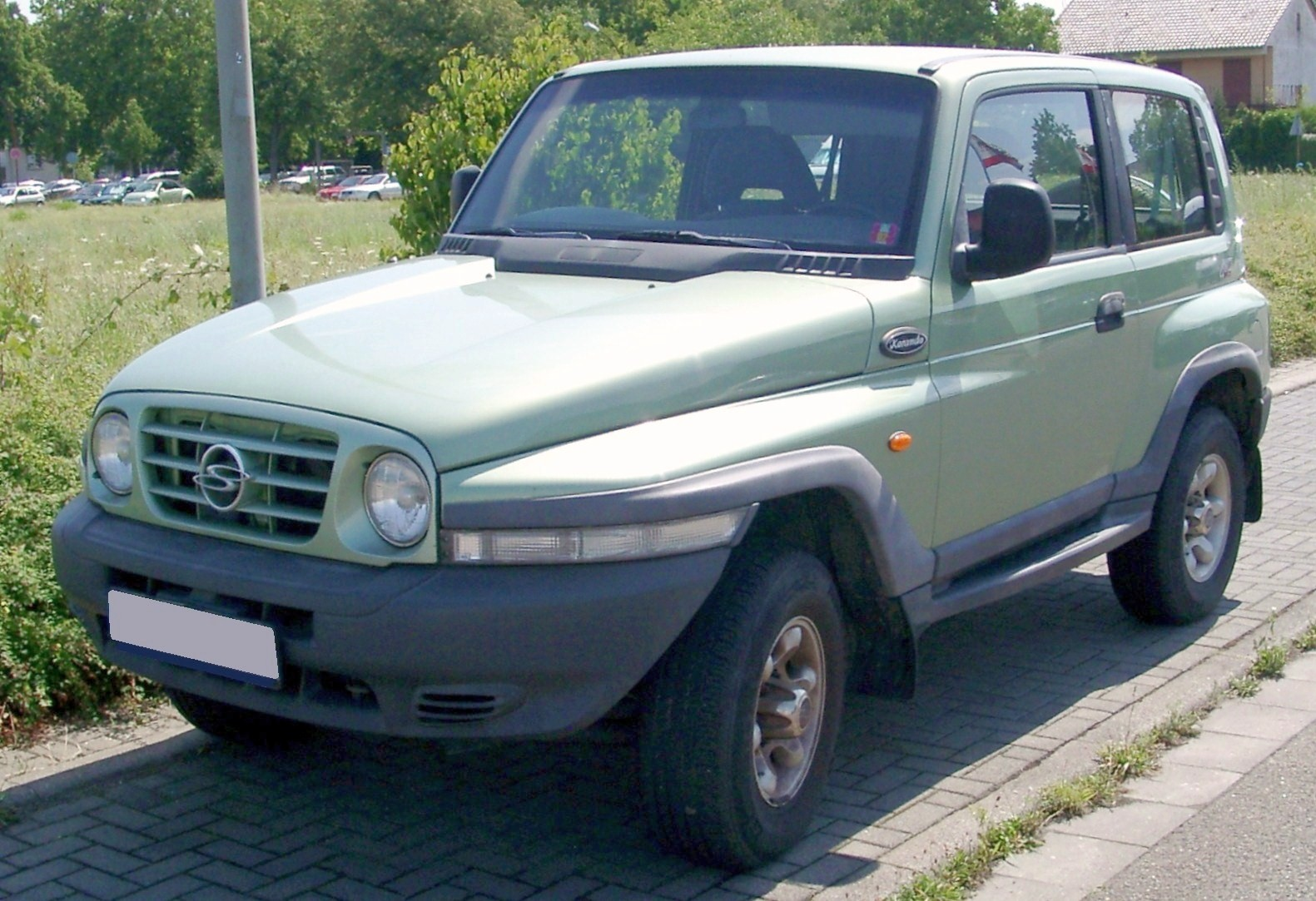
Korando ІІ універсал (1997-2006)
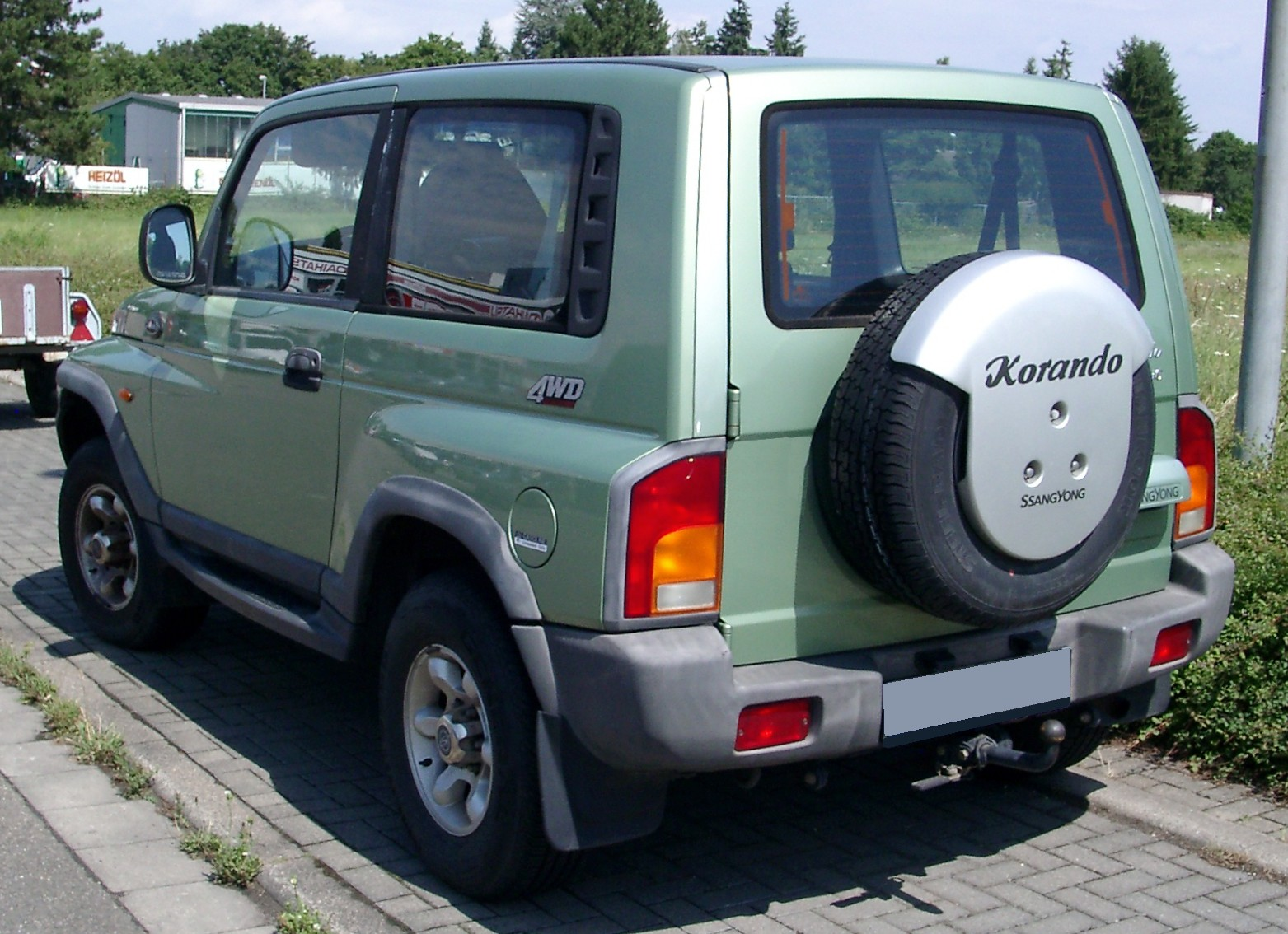
Korando ІІ універсал (1997-2006)
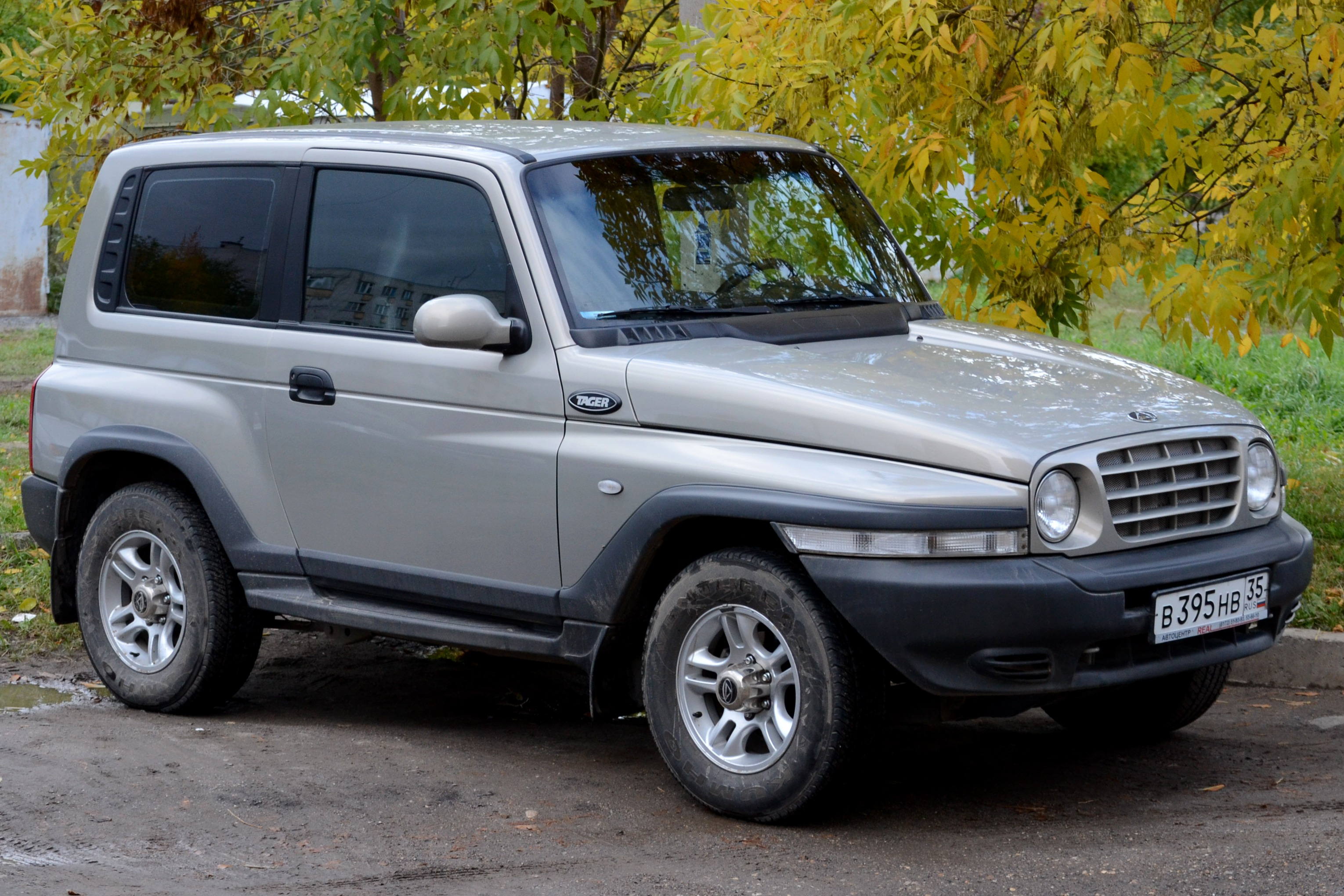
Tagaz Tager 3 дв. (2008-2014)
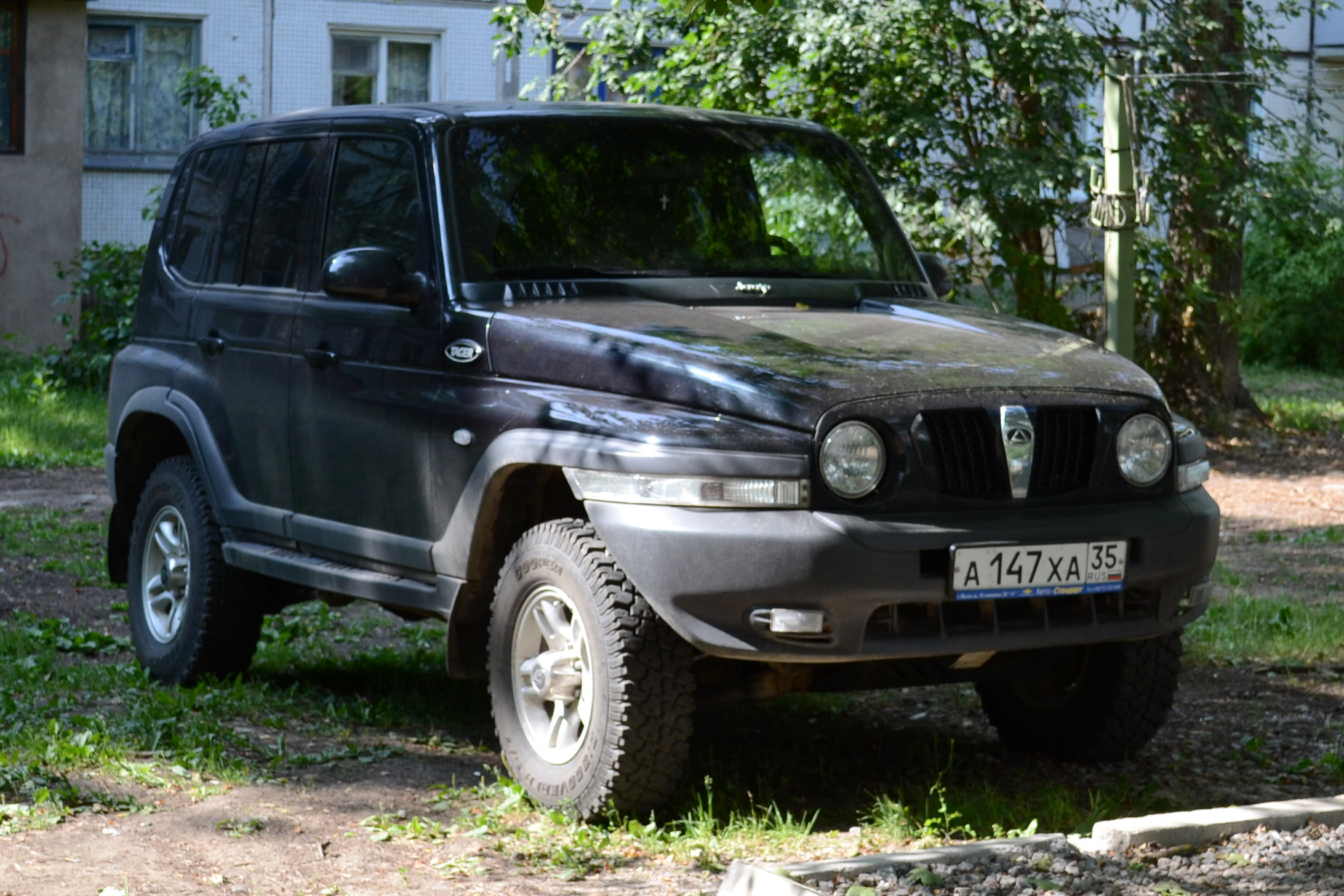
Tagaz Tager 5 дв. (2009-2014)

## Третє покоління (2010—2019)

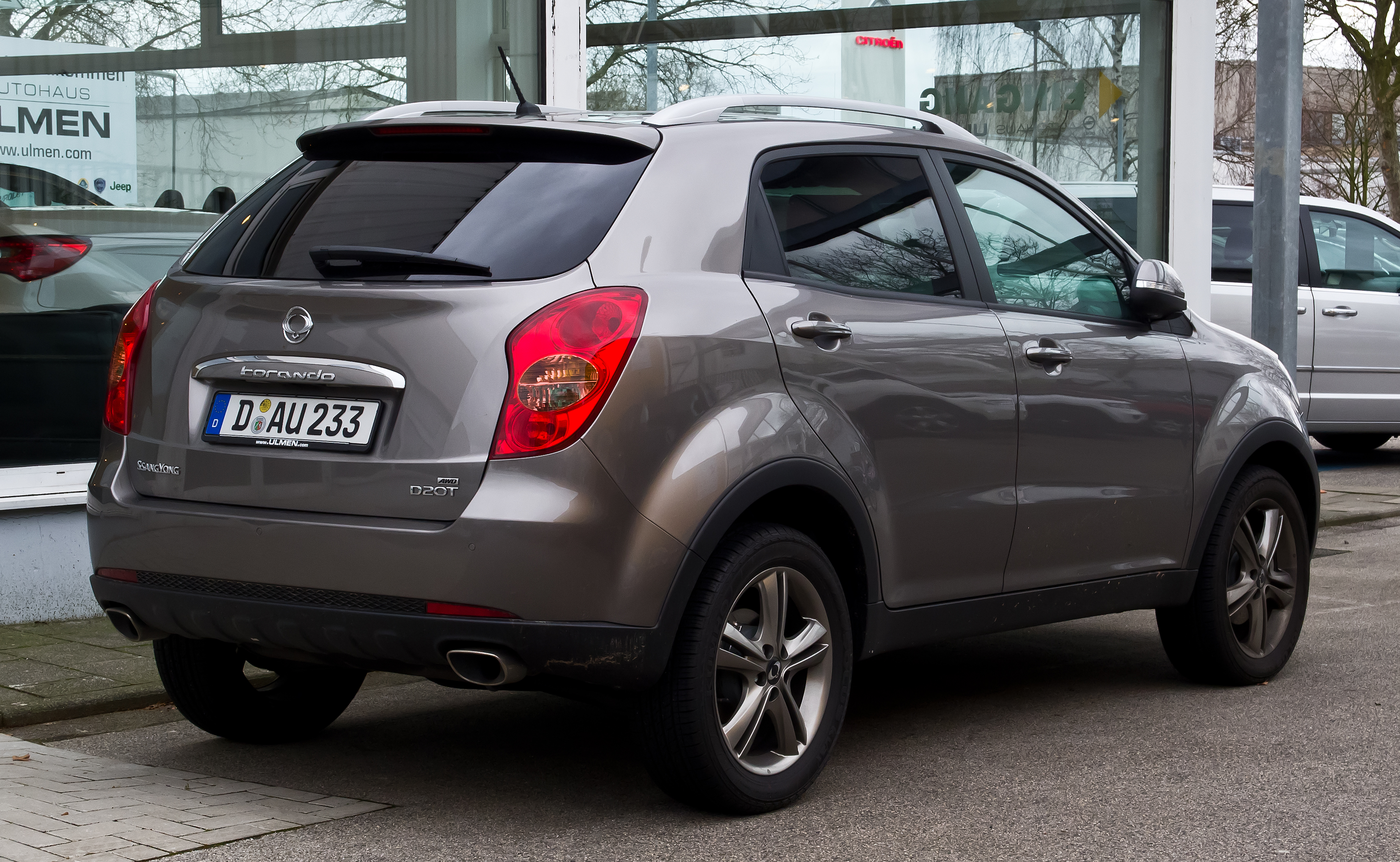
SsangYong Korando e-XDi 200 4WD Sapphire (2010—2012)

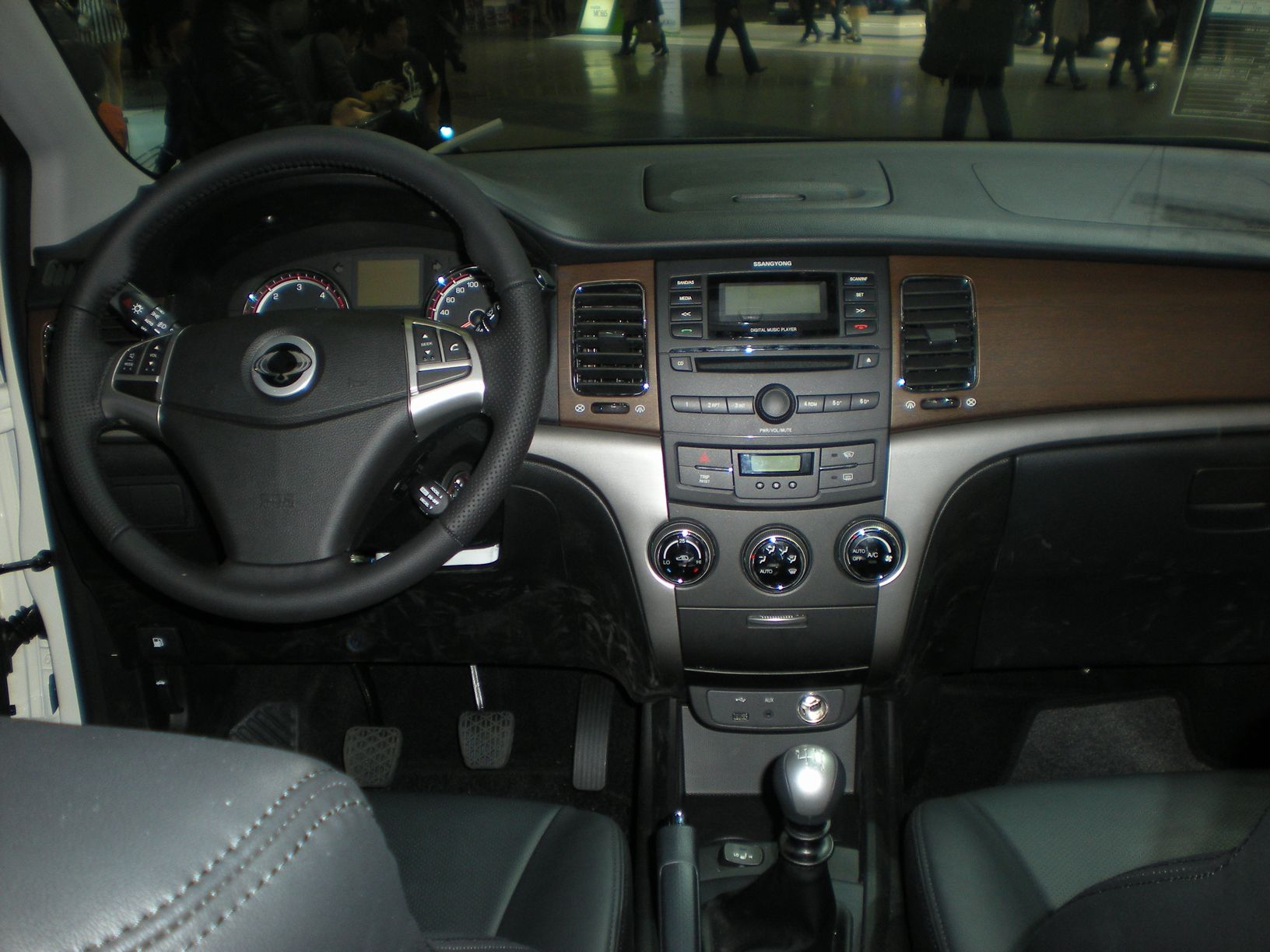
Салон SsangYong Korando (2010—2017)

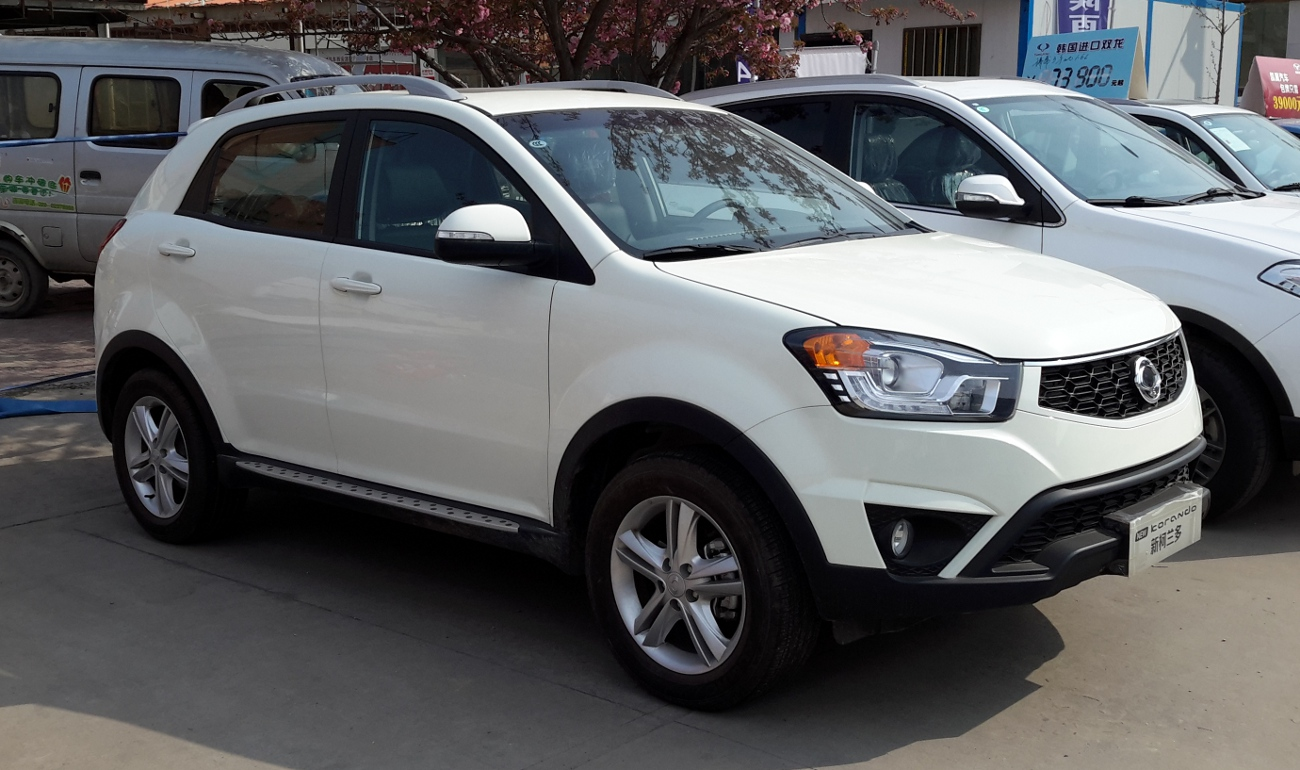
SsangYong Korando (2012—2017)

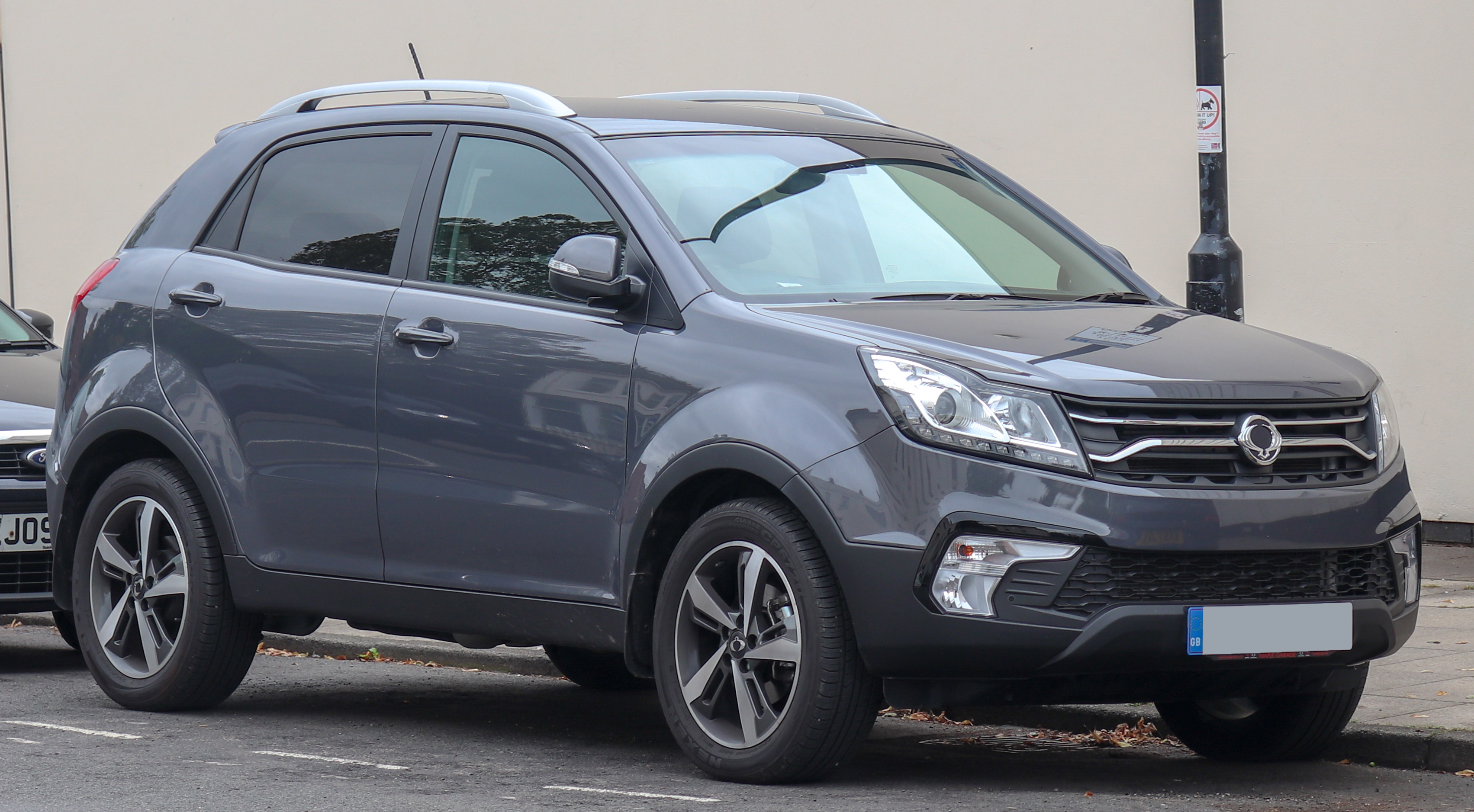
SsangYong Korando (2017-2019)

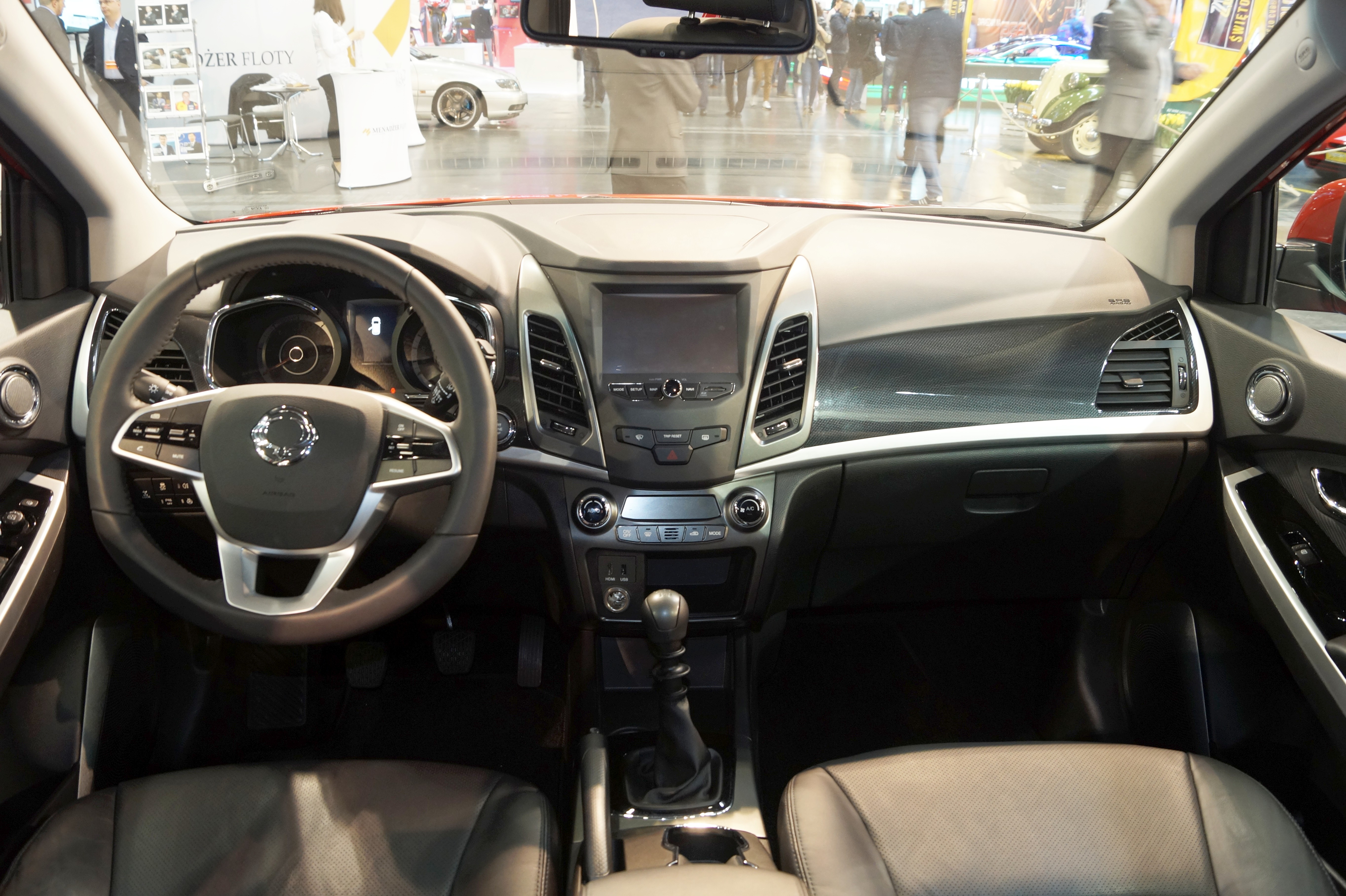
Салон SsangYong Korando (2017-2019)

Нове покоління SsangYong Korando виробляється з кінця 2010 року. Його основними конкурентами є Hyundai ix35 і Kia Sportage. В Росії автомобіль продається під назвою SsangYong New Actyon.
На Український ринок автомобіль пропонується з дизельним двигуном e-XDi200 об'ємом 2,0 л, потужністю 175 к.с., який відповідає вимогам EURO-5. Автомобіль може бути з переднім і повним приводом, з 6-ступеневою ручною коробкою передач або 6-ступеневою автоматичною E-Tronic. Передня підвіска McPherson, задня багатоважільна.
Продажі автомобіля стартували в кінці січня 2011 року. Перший час будуть доступні тільки версії з ручною коробкою передач, а «автомати» з'являться у квітні. Всього SsangYong Korando буде представлений у 7 комплектаціях. Базова версія Korando (Base) стартує з ціною 190 000 грн. ($ 23900) і доступна лише в передньопривідному виконанні. Вже в базовій комплектації доступна антиблокувальна система гальм, управління акустичною системою на кермі, підігрів передніх сидінь, коректор фар, центральний замок з дистанційним управлінням, іммобілайзер, фронтальні подушки безпеки, термовідштовхуючі скла із заводським тонуванням, електросклопідіймачі й електрохромне дзеркало. Серед систем безпеки нового SsangYong Korando наявні шість подушок безпеки з фіксаторами ременів, активні підголовники, чотирьохканальна антиблокувальна гальмівна система і головне — система стабілізації курсової стійкості EPS з функцією захисту від перекидання. У систему ESP включена захист від ковзання, система автоматичного гальмування, захист від блокування коліс при гальмуванні, активний захист від перевертання, допомога при запуску на ухилі і сигналу аварійної зупинки. Також в лінійці SsangYong Korando доступні комплектації STD (передній привід) і STD-1 (повний привід). Вони доповнені рейлінгами на даху, повнорозмірним запасним колесом, задніми протитуманними ліхтарями, парктроніком, 2DIN магнітолою, що підтримує MP3-формат, доповненою USB-портом. Вартість у такій комплектації становить 197 700 грн. ($ 24870). Комплектація STD-1 додатково укомплектована системою курсової стійкості, спойлером, а бічні дзеркала тут — з електроприводом і з функцією обігріву. Така версія обійдеться покупцям у 215 900 грн. ($ 27150). Кросовер доступний у 6 кольорах: білий, чорний, червоний, блакитний, бежевий, сірий. У планах групи компаній «АІС» продати в 2011 році на українському ринку 1000 автомобілів SsangYong Korando.
У 2012 році на Женевському автосалоні був представлений модернізований SsangYong Korando, з іншими фарами, приладовою панеллю, а також зниженним рівнем шуму дизельного двигуна.
На початку 2016 року, було представлено спеціально розроблений Korando Red, базою для якого послужила існуюча модель ELX. Позашляховик має повністю червоний шкіряний салон, вентильоване водійське сидіння, люк на даху та ксенонові фари. Хоча зустріти ні основну, ні додаткову модель на дорозі важко. Із самого початку компанія SsangYong комплектувала свої позашляховики двома дизельними 2.0-літровими двигунами на 147 та 173 кінських сил. Але нещодавно, обидва цих двигуна були замінені на новий 2.2-літровий дизельний, який здатний покращити показники економічності та експлуатаційних витрат. Як результат, рівень економії становить 4.41 л/100 км при змішаному циклі і з приводом на два колеса. Хоча новий двигун не став потужнішим за своїх попередників. До відмітки у 96.5 км/год він розганяє автомобіль за тих самих 9.9 секунд. Залишились незмінними і показники у 2.000 кг максимальної ваги, яку він може буксирувати. Пару даному двигуну складає шестиступінчаста ручна коробка передач. 

### Двигуни
| Двигун            | Об'єм    | Циліндри | Потужність | Крутний момент (Версія з АКПП) | Коробка передач           | Роки виробництва |
| ----------------- | -------- | -------- | ---------- | ------------------------------ | ------------------------- | ---------------- |
| Бензинові двигуни |          |          |            |                                |                           |                  |
| 2.0 i             | 1998 см3 | 4        | 149 к.с.   | 197 Нм                         | 6-ст. МКПП або 6-ст. АКПП | з 2012           |
| 2.0 i             | 1998 см3 | 4        | 175 к.с.   | ? Нм                           | 6-ст. МКПП або 6-ст. АКПП | з 2012           |
| Дизельні двигуни  |          |          |            |                                |                           |                  |
| 2.0 eXDi          | 1998 см3 | 4        | 149 к.с.   | 360 Нм                         | 6-ст. МКПП або 6-ст. АКПП | 2011-2015        |
| 2.0 eXDi          | 1998 см3 | 4        | 175 к.с.   | 360 Нм                         | 6-ст. МКПП або 6-ст. АКПП | 2010-2015        |
| 2.2 eXDi          | 2157 см3 | 4        | 178 к.с.   | 400 Нм                         | 6-ст. МКПП або 6-ст. АКПП | з 2015           |

## Четверте покоління (з 2019)

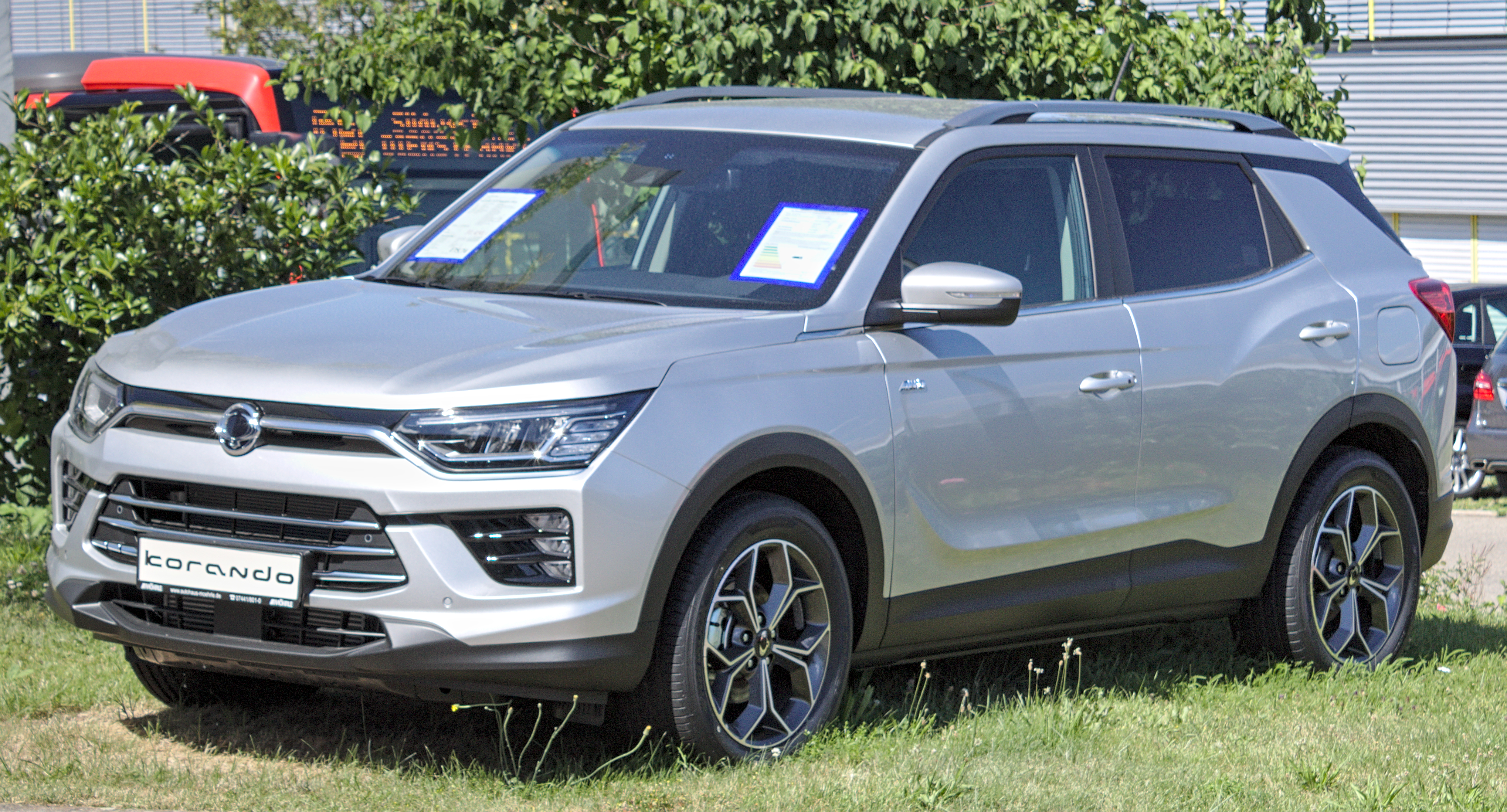
KGM Korando (з 2019)

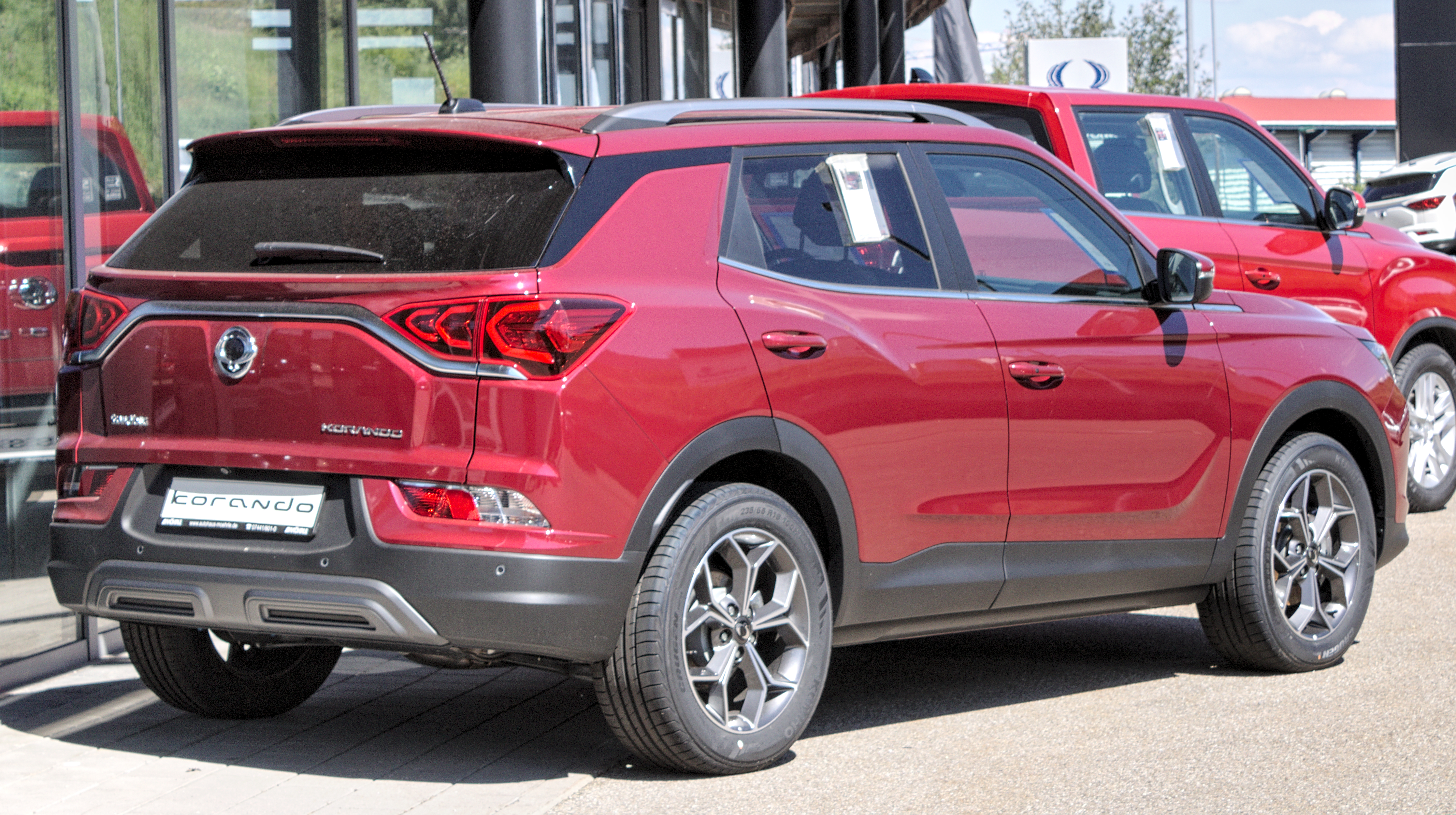
KGM Korando (з 2019)

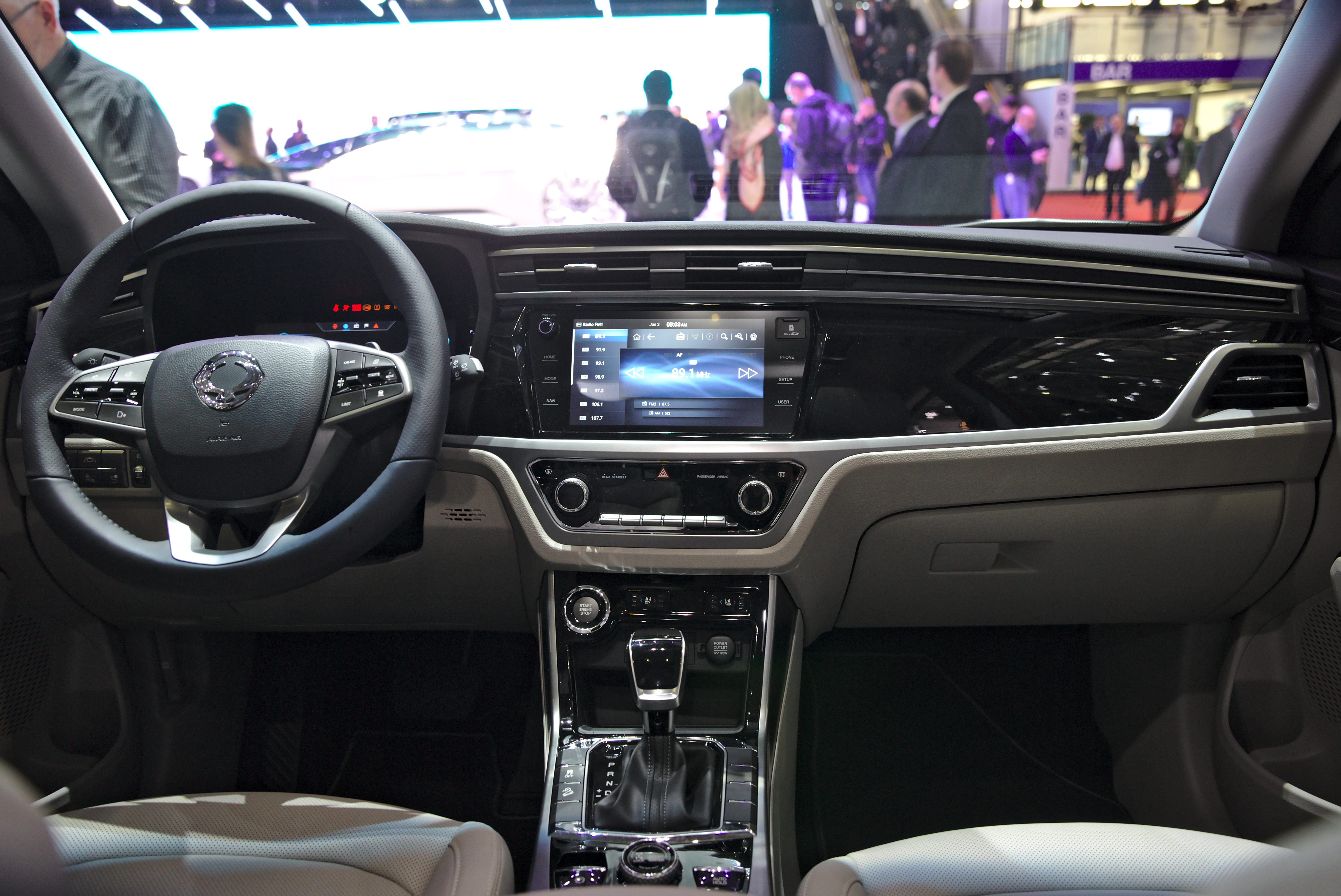

28 січня 2019 року SsangYong випустив тизерне зображення та відео нового Korando. Корандо був запущений у Південній Кореї 26 лютого та дебютував на світовому ринку на автосалоні в Женеві в березні 2019.
Korando пропонується з вибором 1,5-літрового турбо-бензинового бензину на 163 кінських сил або 136-літрового дизельного двигуна 136 кінських сил і доступний в передньо-або повноприводному варіантах. Він оснащений 6-ступінчастою механічною коробкою передач або 6-ступінчастою автоматичною коробкою передач AISIN.

### Двигуни
- 1.5 л e-XGi150T GDI-T I4 163 к.с.
- 2.0 л MPI I4
- 1.6 л e-XDi160 I4-T diesel 136 к.с.

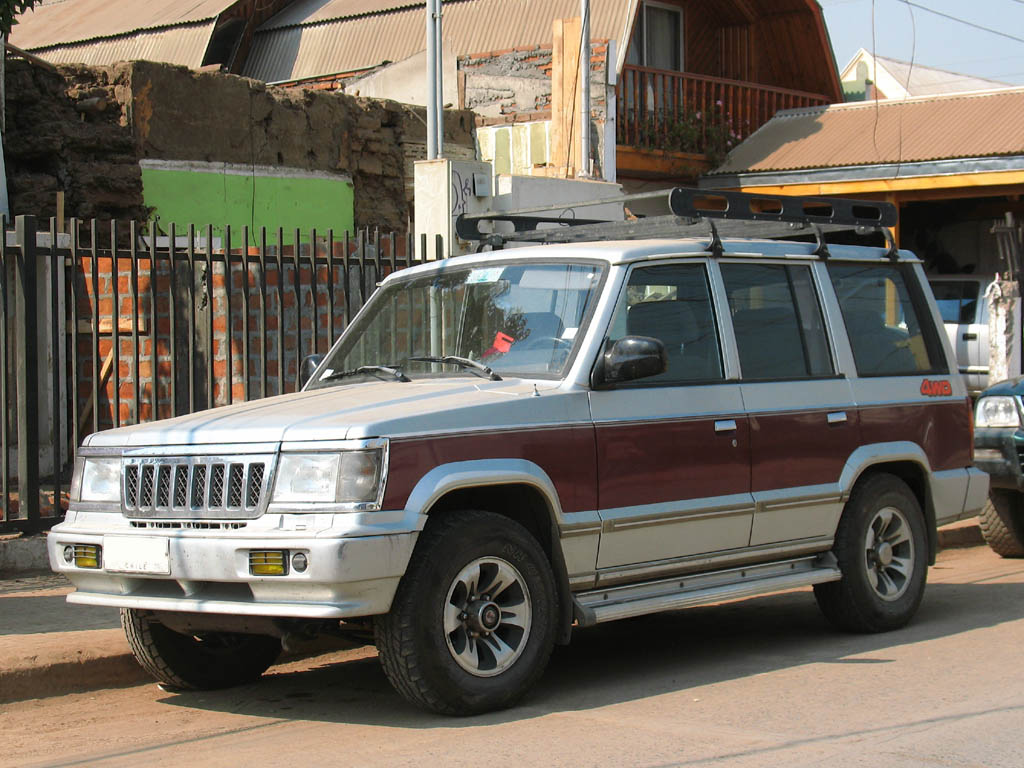
Ssangyong Korando Family RX 260

## Korando Family
SsangYong Korando Family — це позашляховик південнокорейської компанії SsangYong Motor Company, який виготовлявся з 1987 по 1998 роки за ліцензією Isuzu Trooper. Автомобіль поставляли тільки на ринок Південної Кореї, країн Південно-Східної Азії і, в меншій мірі, Південної Америки.

## Інші версії
В деяких країнах позашляховик SsangYong Actyon і пікап SsangYong Actyon Sports продається під маркою SsangYong Korando і SsangYong Korando Sports відповідно.
На деяких ринках мінівен SsangYong Rodius другого покоління продається під маркою SsangYong Korando Turismo.

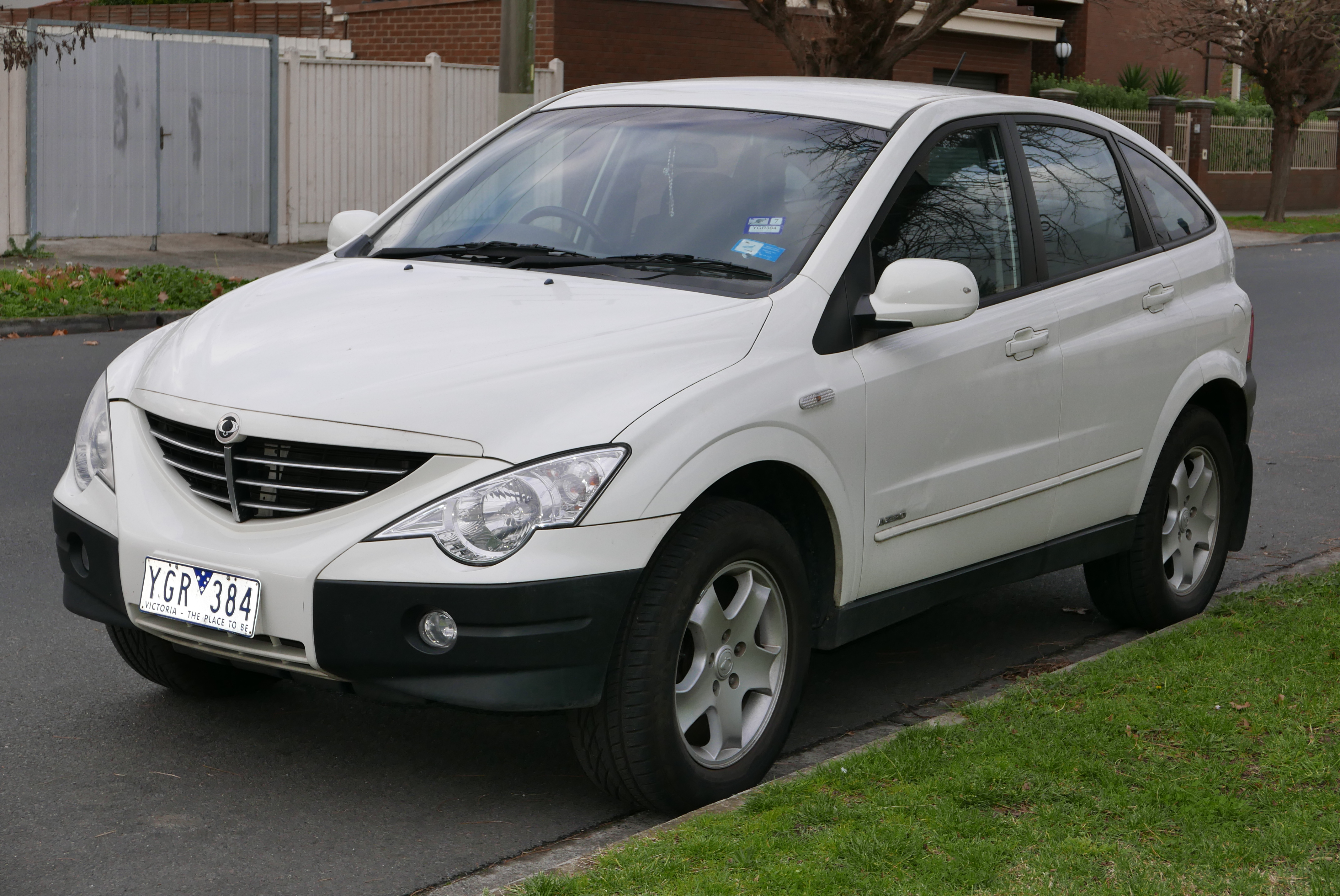
SsangYong Korando KS
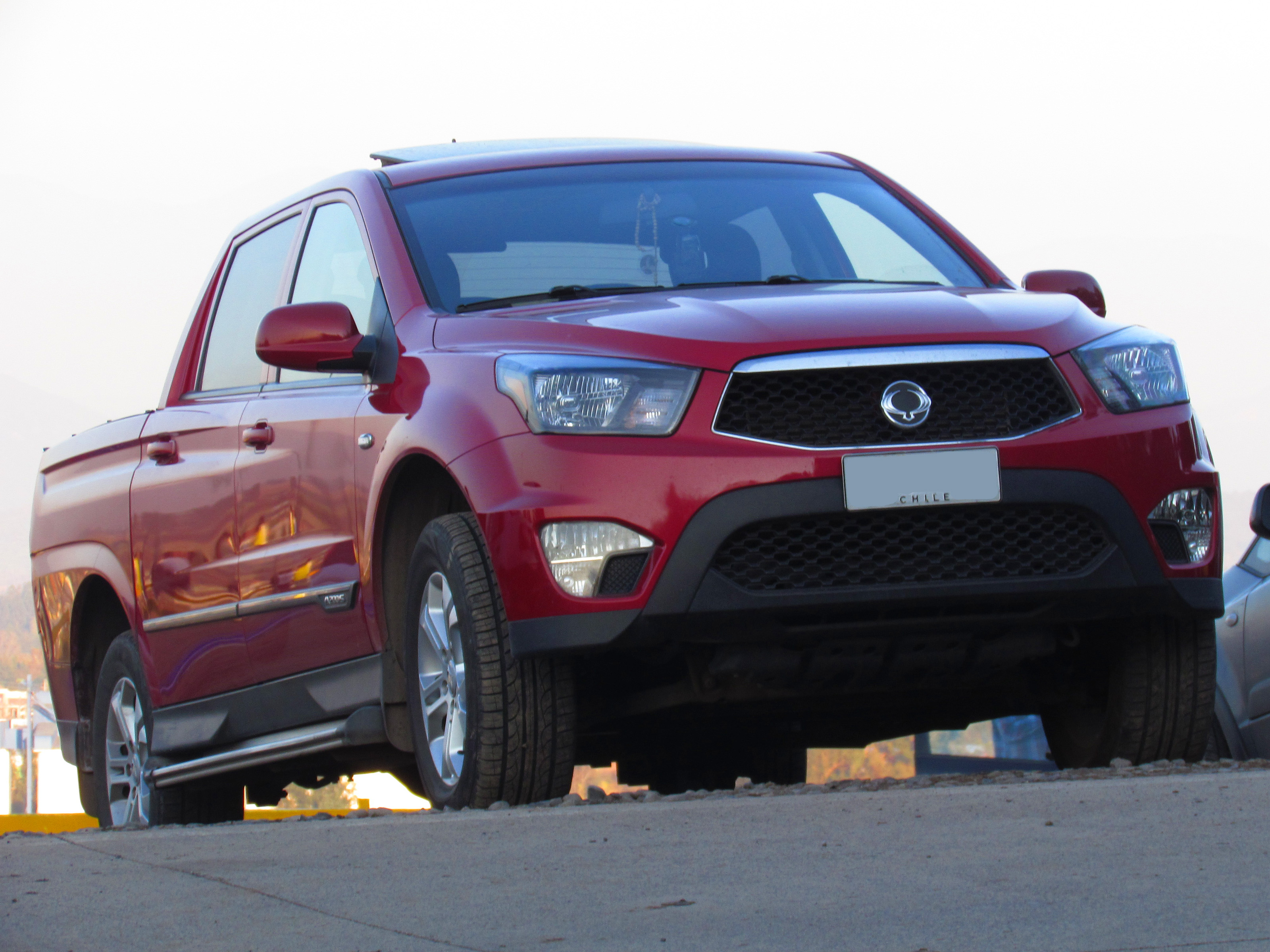
SsangYong Korando Sports
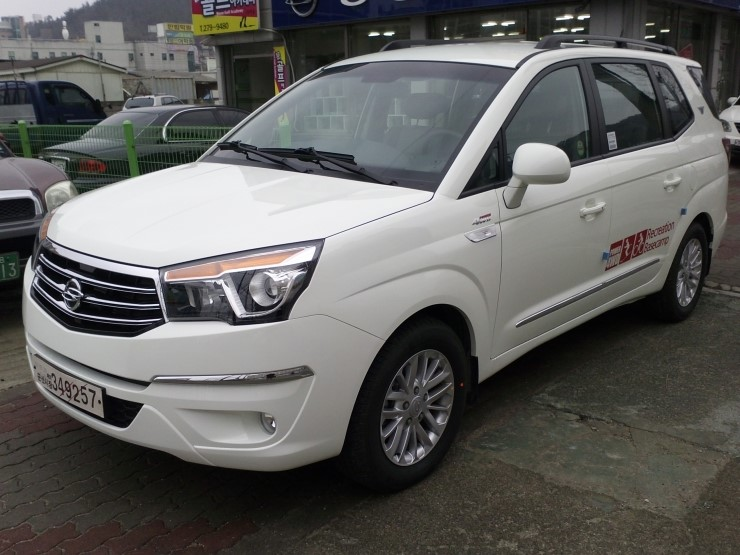
SsangYong Korando Turismo